# Vicente Burgal
Vicente Burgal (* 30. August 1940 in Zürich) ist ein ehemaliger Schweizer Radrennfahrer und nationaler Meister im Radsport.

## Sportliche Laufbahn
Burgal war im Strassenradsport und im Bahnradsport aktiv. Er gewann 1965 die Meisterschaft im Mannschaftszeitfahren mit dem VC Hirslanden-Zürich. In der Meisterschaft von Zürich kam er bei den Amateuren hinter Hans Lüthi auf den zweiten Platz.
1967 bis 1970 fuhr er als Berufsfahrer. Bei den Profis wurde er 1968 Dritter in der Meisterschaft im Omnium.